# Петко Пеев
Петко Петков Пеев (до 1945 г. Петко Петковъ Пѣевъ) е български офицер, майор от пехотата и военен писател, участник в Балканската (1912 – 1913), Междусъюзническата (1913) и Първата световна война (1915 – 1918), редактор на поредицата „Библиотека Прослава“ и автор на множество книги от нея, инициатор за създаването на Дружеството на военните писатели, автор и съавтор на редица военноисторически и биографични творби.

## Биография
Петко Пеев е роден на 30 ноември 1890 г. в Плевен, Княжество България. През 1910 година завършва Военното на Негово Величество училище в 30-и випуск и на 4 септември е произведен в чин подпоручик. Служи в 4-ти пехотен плевенски полк. Взема участие в Балканската (1912 – 1913) и Междусъюзническата война (1913), като след войните на 5 август е произведен в чин поручик.
Във връзка с участието на България в Първата световна война (1915 – 1918) г. е назначен на служба в 57-и пехотен полк, като се явява в полка на 11 септември 1915 г. и е назначен за командир на 12-а рота. На 22 септември с. г. е назначен за адютант на полка, след което от 25 април 1916 г. е командир на 4-та рота. В периода от 26 ноември 1916 до 10 май 1917 г. е командирован в Одринската школа, след което до 21 юни 1917 г. е командирован в щаба на 9-а пехотна плевенска дивизия като командир на сборната школна рота. На 16 март 1917 г. е произведен в чин капитан. На 21 юни 1917 г. е назначен за командир на 9-а рота от полка, след което от 17 юли е временен командир на дружина. На 29 юли 1917 г. е командирован на Австро-италиански фронт на р. Изонцо, след което от 21 октомври командва отново 9-а рота от полка, на 6 декември е нанзначен за временен командир на 3-та дружина, след което от 6 декември 1917 г. за трети път поема командването на 9-а рота. На 20 юни 1918 г. е назначен за временно-командващ 1-ва дружина от полка, след което от 11 юли 1918 г. отново върнат на служба като командир на 9-а рота.
Като полкови адютант съгласно заповед № 679 от 1917 г. по Действащата армия е награден с Народен орден „За военна заслуга“ V степен на военна лента. През 1921 г. със заповед № 355 по Министерството на войната е награден с Орден „Св. Александър“ V степен с мечове в средата, след което със заповед № 464 от същата година по Министерството на войната е награден с Военен орден „За храброст“ IV степен, 1 клас. като и давата отдена за му връчени като командир на рота от 57-и пехотен полк.
След войната на 12 август 1920 г. е произведен в чин майор. Служи като адютант на 2-ра бригада от 6-а пехотна бдинска дивизия и като помощник-началник на секция в Щаба на армията. С Министерска заповед (МЗ) № 6 от 1922 г. е назначен за командир на картечна рота от 12-а пехотна дружина от 1-ви пехотен полк, през 1923 г. с МЗ № 42 е назначен за помощник-началник на 2-ри пограничен сектор, след което от 1924 г. с МЗ № 23 е назначен за началник на Бургаско бюро, с МЗ № 2 от 1925 г. е назначен за началник на Кюстендилско бюро и с Царска заповед № 9 от 1926 г. е уволнен от служба.
Петко Пеев е редактор на военноисторическата поредица „Библиотека прослава“ и директор на списание „Прослава“.
Майор Петко Пеев умира на 22 март 1967 г. в София.

## Военни звания
- Подпоручик (4 септември 1910)
- Поручик (5 август 1913)
- Капитан (16 март 1917)
- Майор (12 август 1920)

## Награди
- Народен орден „За военна заслуга“ V степен на военна лента (1917)
- Орден „Св. Александър“ V степен с мечове в средата (1921)
- Военен орден „За храброст“ IV степен, 1 клас (1921)